# Maia Hirasawa

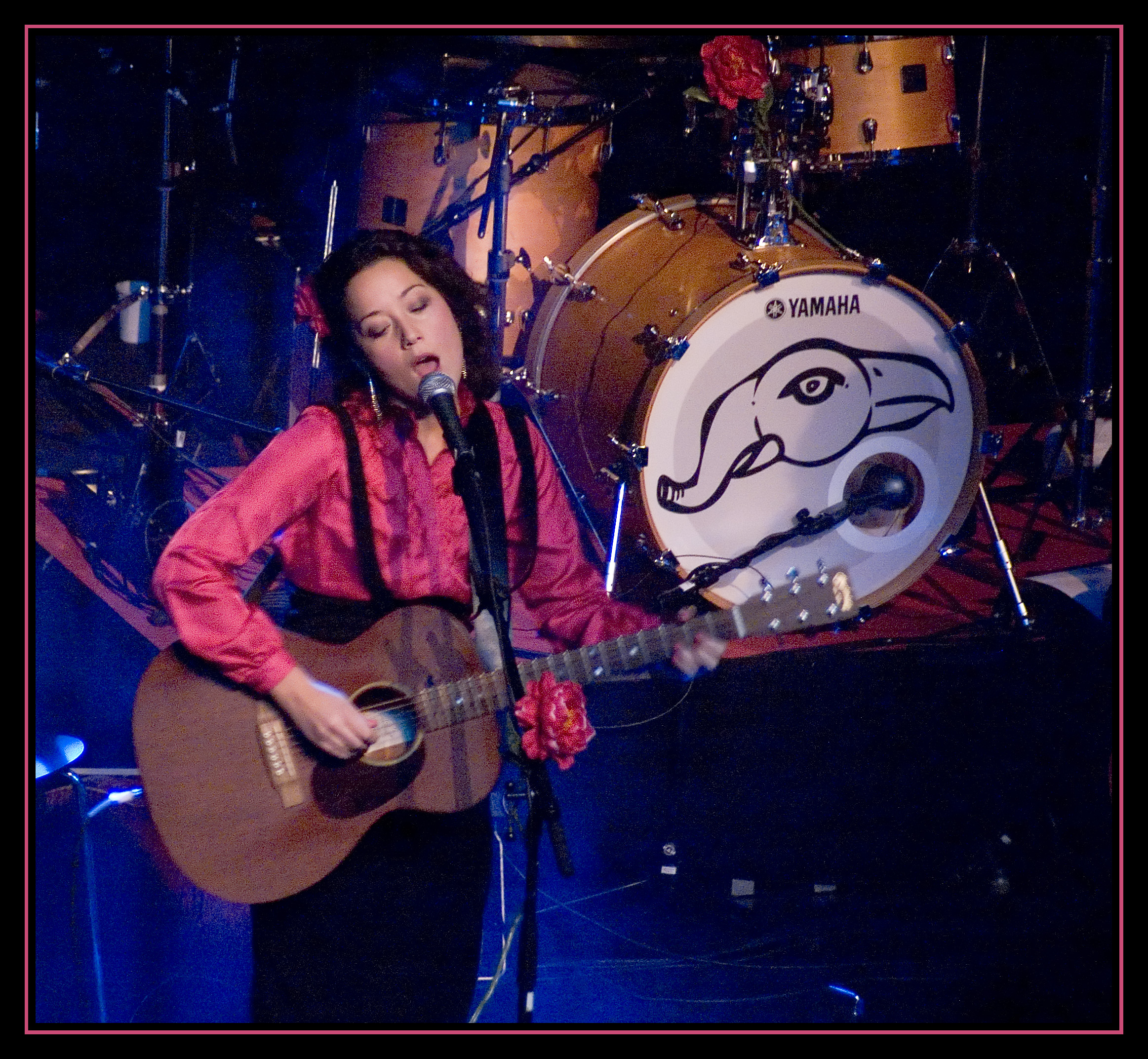
Maia Hirasawa na scenie w Sztokholmie w 2007

Maia Hirasawa (ur. 5 maja 1980 w Sollentuna) – szwedzka piosenkarka pochodzenia japońskiego i autorka tekstów.
Mieszkała także przez kilka lat w Göteborgu. Na początku swojej kariery występowała w chórkach w zespole Anniki Norlin, Hello Saferide. Jej kariera solowa rozpoczęła się w 2007, kiedy to piosenka "And I Found This Boy" podbiła całą Szwecję. W 2007 wydała album Though, 'I'm just me, z którego pochodzi singel "Gothenburg" (ang. nazwa Göteborgu). W 2009 wydała kolejny album pt. "Gbg vs. STHLM" (Göteborg vs. Sztokholm).

## Dyskografia

### Albumy
- 2007 – Though, I'm Just Me
- 2009 – "GBG vs STHLM"

### Single
- 2007 – And I Found This Boy (2007-03-07)
- 2007 – Gothenburg
- 2008 – The Worrying Kind (cover singla zespołu The Ark)
- 2009 – South Again